# Newton megye (Texas)
Newton megye az Amerikai Egyesült Államokban, azon belül Texas államban található. Megyeszékhelye és legnagyobb városa Newton. Lakosainak száma 12 217 fő (2020. április 1.). Newton megye Sabine, Vernon, Beauregard, Calcasieu, Orange, Jasper és Sabine megyékkel határos.

## Népesség
A megye népességének változása:
| Lakosok száma | 14 433 | 14 441 | 14 240 | 14 140 | 13 986 | 12 217 |
|               | 2010   | 2011   | 2012   | 2013   | 2015   | 2020   |